# Herbert Spohn

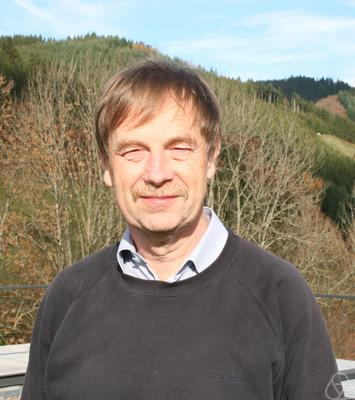
Herbert Spohn

Herbert Spohn (* 1. November 1946) ist ein deutscher Mathematiker und Physiker und derzeit Professor für angewandte Wahrscheinlichkeitstheorie an der TU München.

## Leben
Spohn studierte Physik mit Nebenfach Mathematik an der Technischen Hochschule Stuttgart und an der Ludwig-Maximilians-Universität München (LMU), an der er auch 1975 promovierte. Als Post-Doktorand war er an der Yeshiva University und Rutgers University bei Joel Lebowitz und an der Princeton University bei Elliott Lieb. 1980 habilitierte er sich im Fachgebiet Theoretische Physik auch an der LMU und war anschließend bis 1983 Heisenberg-Stipendiat der DFG. Von 1983 bis 1998 war er Professor für Theoretische Festkörperphysik wieder an der LMU. Von 1998 bis zu seiner Entpflichtung 2012 war er Professor und Ordinarius für angewandte Wahrscheinlichkeitstheorie und statistische Physik an der TU München. Seitdem ist er TUM Emeritus of Excellence. Er absolvierte Forschungsaufenthalte am IHES (Paris), dem Institute for Advanced Studies in Princeton und dem Kavli Institute for Theoretical Physics in Santa Barbara. Zudem war er Gastprofessor an der Rutgers University.
2000 bis 2002 war er Präsident der International Association of Mathematical Physics. 2010 war er Invited Speaker auf dem Internationalen Mathematikerkongress in Hyderabad (Indien) (Weakly nonlinear wave equations with random initial data).
Spohn ist Bruder des historischen Soziologen Willfried Spohn und des Philosophen und Wissenschaftstheoretikers Wolfgang Spohn.

## Werk
Spohn ist bekannt für seine Arbeiten auf dem Gebiet der mathematischen Physik, der angewandten Wahrscheinlichkeitstheorie und der statistischen Physik. Seine Arbeiten werden durch Fragestellungen aus der Physik motiviert, insbesondere der Elektrodynamik, der Quantenmechanik und auch dem Kristallwachstum. Probleme, die er dabei beleuchtet, sind vor allem Vielteilchensysteme und deren thermodynamische Grenzfälle, asymptotische Entwicklungen dieser Systeme und der Einfluss von zufälligen Störungen. Er veröffentlichte bisher über 200 Artikel, allein seine mathematischen Arbeiten wurden über tausendmal zitiert.
Für seine Arbeit erhielt er 1993 gemeinsam mit Joel Lebowitz den Max-Planck-Forschungspreis sowie 2011 den Dannie-Heineman-Preis für mathematische Physik. In der Laudatio wurden seine grundlegenden Beiträge zur statistischen Mechanik des Nichtgleichgewichts, zum Beispiel seine exakten Lösungen von Wachstumsmodellen und stationären Zuständen offener Systeme, hervorgehoben, die den Übergang von mikroskopischem zu makroskopischem Verhalten beleuchten. Ebenfalls 2011 erhielt er den Leonard Eisenbud Prize der American Mathematical Society. 2014 erhielt er die Georg-Cantor-Medaille, 2015 den Henri-Poincaré-Preis. 2017 wurde ihm die Max-Planck-Medaille der Deutschen Physikalischen Gesellschaft, 2019 die Boltzmann-Medaille der IUPAP zugesprochen. Ebenfalls 2019 wurde Spohn in die Academia Europaea gewählt.
Zusammen mit Michael Prähofer führte Spohn den Airy-Prozess ein.

## Veröffentlichungen in Auswahl
- Kinetic equations from Hamiltonian dynamics. In: Reviews of Modern Physics. Vol. 52, 1980, S. 569–615.
- mit Joel L. Lebowitz: A Gallavotti-Cohen type fluctuation theorem for stochastic dynamics. In: Journal of Statistical Physics. Vol. 95, 1999, S. 333–365.
- mit Michael Prähofer: Scale invariance of the PNG droplet and the Airy process. In: Journal of Statistical Physics. Vol. 108, 2002, S. 1071–1106.[7]
- mit Patrik L. Ferrari: Step fluctuations for a faceted crystal. In: Journal of Statistical Physics. Vol. 113, 2003, S. 1–46.
- mit Gianluca Panati und Stefan Teufel: Effective dynamics for Bloch electrons. Peierls substitution and beyond. In: Communications in Mathematical Physics. Vol. 242, 2003, S. 547–578.
- Dynamics of Charged Particles and Their Radiation Field. Cambridge University Press, Cambridge 2004, ISBN 0-521-83697-2.
- mit Volker Betz: A central limit theorem for Gibbs measures relative to Brownian motion. In: Probability Theory and Related Fields. Vol. 131, 2005, S. 459–478.

## Belege
1. ↑  Herbert Spohn im Mathematics Genealogy Project (englisch)  abgerufen am 4. November 2024.
2. ↑  AMS MathSciNet
3. ↑  Max-Planck-Forschungspreisträger 1993 (Memento vom 14. August 2009 im Internet Archive)
4. ↑  For his seminal contributions to nonequilibrium statistical mechanics as exemplified by his exact solutions of growth models and stationary states of open systems. Combining mathematical rigor with physical insight his work elucidates the transition from microscopic to macroscopic behavior, 2011 Dannie Heineman Prize for Mathematical Physics Recipient
5. ↑  Eisenbud Prize 2011 of the AMS
6. ↑  Michael Prähofer und Herbert Spohn: Scale Invariance of the PNG Droplet and the Airy Process. In: Journal of Statistical Physics. Band 108, 2002, arxiv:math/0105240.
7. ↑  PNG steht für polynuclear growth

| Personendaten    | Personendaten          |
| ---------------- | ---------------------- |
| NAME             | Spohn, Herbert         |
| KURZBESCHREIBUNG | deutscher Mathematiker |
| GEBURTSDATUM     | 1. November 1946       |